# 蘭徹斯特灣
63°55′S 60°6′W / 63.917°S 60.100°W

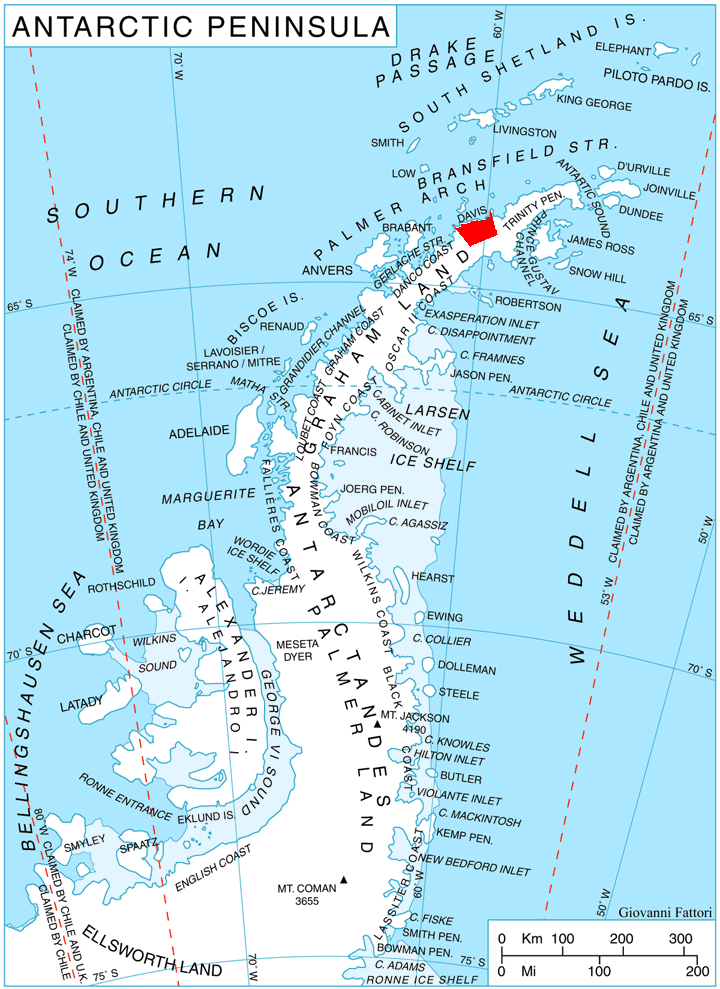

蘭徹斯特灣是南極洲的海灣，位於葛拉漢地，處於哈維蘭角以東13公里，寬13公里，以航空工程師命名，現時由南極條約體系管理。